# ريبوزيم منزوع الأكسجين

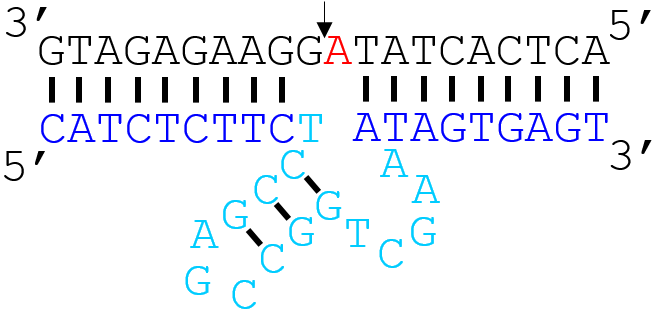
الهيئة الانتقالية (سلسلتان منفصلتان) لإنزيم الدنا 17E. معظم إنزيمات الدنا الريبونوكليازية لها بنية متماثلة، وتتشكل من سلسلة إنزيم منفصلة (أزرق/أزرق سماوي) وسلسلة الركيزة (أسود). ذرعان من القواعد المتكاملة يقعان على أطراف اللب المحفز (أزرق سمتوي) في سلسلة الإنزيم وريبونوكليوتيدة وحيدة (أحمر) على سلسلة الركيزة. يُظهِر السهم الريبونوكليوتيدة أين يتم القص.

الريبوزيمات منزوعة الأكسجين (بالإنجليزية: Deoxyribozymes)‏ وتسمى كذلك إنزيمات الدنا، دنازيمات أو حفاز الدنا، هي قليلات نوكليوتيد قادرة على أداء تفاعل كيميائي محدد وغالبا ما يكون تحفيزيا. وهي مماثلة في عملها للإنزيمات البيولوجية الأخرى مثل البروتينات والريبوزيمات (إنزيمات مكونة من الرنا). لكن عكس وفرة الإنزيمات البروتينية في الأنظمة البيولوجية واكتشاف الريبوزيمات البيولوجية في عقد 1980، لا توجد ريبوزيمات منزوعة الأكسجين معروفة طبيعية الظهور. لا يجب خلط الريبوزيمات منزوعة الأكسجين مع أبتمرات الدنا وهي قليلات نوكليوتيد ترتبط بشكل اختياري مع ربيطةٍ هدفٍ لكنها لا تحفز العملية الكيميائية التي تتلو الترابط.
باستثناء الريبوزيمات، جزيئات الأحماض النووية داخل الخلايا تعمل أساسا كمخازن للمعلومة الوراثية نظرا لقابليتها على تشكيل أزواج قواعد متكاملة، وهذا يسمح بنسخ ونقل عاليي الدقة للمعلومة الوراثية. في المقابل جزيئات الحمض النووي محدودة كثيرا في قدرتها التحفيزية مقارنة بالإنزيمات البروتينية إلى ثلاثة أنواع من التآثرات: الترابط الهيدروجيني، تحزيم باي وتناسق الآيونات الفلزية، وهذا بسبب عدد محدود من المجموعات الوظيفية لموحود الحمض النووي، البروتينات مبنية من أحماض أمينية مختلفة يمكن أن يصل عددها حتى العشرين وتحوي أنواعا مختلفة من المجموعات الوظيفية، في حين أن الأحماض النووية مبنية من أربعة قواعد نووية متماثلة الكيميائية. بالإضافة، جزيئات الدنا تعوز مجموعة الهيدروكسيل 2' الموجودة في الرنا وهذا يحد من الكفاءة الحفزية للريبومزيمات المنزوعة الأكسجين حتى بمقارنتها مع الريبوزيمات.
فضلا عن ضعف الدنا الوراثي في النشاط الحفزي، قد يكون سبب النقص الواضح في الريبوزيمات منزوعة الأكسجين الموجودة طبيعيا هو البنية ثنائية السلاسل للدنا في الأنظمة البيولوجية والتي تحد من مرونتها الفيزيائية وقدرتها على تشكيل بنيات ثلاثية وهذا يحد بشكل كبير قدرة الدنا مزدوج السلاسل في العمل كمحفز، مع ذلك توجد عدة حالات معروفة لدنا بيولوجي منفرد السلاسل مثل: دنا متعدد النسخ منفرد السلسلة (msDNA)، بعض الجينومات الفيروسية وشوكة التضاعف المشكَّلَة أثناء تضاعف الدنا. الاختلافات الأخرى بين الدنا والرنا قد تلعب كذلك دورا في النقص البيولوجي للريبوزيمات منزوعة الأكسجين مثل: مجموعة الميثيل الإضافية لقاعدة نوكليوتيد الدنا ثيميدين مقارنة بقاعدة الرنا يوراسيل أو قابلية الدنا لاتخاذ الهيئة ب من اللولب المزدوج في حين أن الرنا يميل لاتخاذ الهيئة أ. مع ذلك تم إظهار أن الدنا يمكن أن يشكل بنيات لا يمكن للرنا تشكيلها وهذا يوحي - رغم الاختلافات الموجودة في البنيات التي يمكن أن يتخذها كل واحد منهما- بأن لا أحد منهما فطريا أكثر أو أقل حفزا من الآخر بسبب أنماط بنياتهما المحتملة.